# Атагіс рудочеревий
Атагіс рудочеревий (Attagis gayi) — вид сивкоподібних птахів родини тинокорових (Thinocoridae).

## Назва
Вид названий на честь французького натураліста Клода Ге.

## Поширення
Вид поширений в Південній Америці. Трапляється у гірських районах Патагонії та Анд від Еквадору до мису Горн.

## Опис
Найбільший представник родини. Тіло завдовжки 28-32 см та вагою 300—400 г. Зовні схожий на куріпку з короткими ногами, довгими крилами та червоним черевом.

## Спосіб життя
Вид мешкає у гірських степах та субальпійських луках. Нижче висоти 1000 метрів над рівнем моря не опускається. Верхня межа проживання — 4000 метрів. Живиться рослинною їжею: насінням, ягодами, бруньками тощо. Гніздиться на землі у неглибокій ямці. У гнізді 2-3 яйця. Пташенята стають активними і самостійно годуються невдовзі після вилуплення.